# Miss Mundo Santa Catarina
Miss Santa Catarina Mundo é um concurso de beleza que escolhe a representante do estado ao concurso Miss Mundo Brasil. O estado catarinense é coordenado pelo empresário Luiz Bozzano, desde o ano de 2011, tendo por cidade sede Itajaí. A cada ano o concurso de Miss Santa Catarina Mundo/CNB,  realizado em municípios diferentes, levando a beleza das mulheres catarinense a todo o estado.

## Ediçoes do Miss Brasil
Ediçoes do Miss Brasil 
1958 1 Universo 2 Mundo
1959 1 Universo 2 Mundo
1960 1 Universo 2 Internacional 3 Mundo
1961 1 Universo 2 Internacional 3 Mundo
1962 1 Universo 2 Internacional 3 Mundo
1963 1 Universo 2 Internacional 3 Mundo
1964 1 Universo 2 Internacional 3 Mundo
1965 1 Universo 2 Internacional 3 Mundo
1966 1 Universo 2 Mundo 4 Internacional 
1967 1 Universo 2 Mundo 
1968 1 Universo 2 Mundo 3 Internacional 
1969 1 Universo 2 Internacional 3 Mundo
1970 1 Universo 2 Mundo 3 Internacional  
1971 1 Universo 2 Mundo 3 Internacional 
1972 1 Universo 2 Mundo 3 Internacional 
1973 1 Universo 2 Internacional 3 Mundo
1974 1 Universo 2 Internacional 3 Mundo
1975 1 Universo 2 Internacional 3 Mundo
1976 1 Universo 2 Internacional 3 Mundo
1977 1 Universo 2 Mundo 3 Internacional
1978 1 Universo 2 Mundo 3 Internacional
1979 1 Universo 2 Internacional 3 Mundo
1980 1 Universo 2 Internacional 3 Mundo
1981 GAROTA ILHA PORCHAT 1 Mundo
1982 MULHER BRASILEIRA EM PRIMEIRO LUGAR 1 Mundo 2 Internacional
1983 Concurso Miss Mundo Brasil 1983
Em 1983 o concurso foi disputado por 10 candidatas, duas de cada região: Pará e Rondônia (Norte), Ceará e Pernambuco (Nordeste), Brasília e Goiás (Centro-Oeste), Rio de Janeiro e São Paulo (Sudeste), Paraná e Rio Grande do Sul (Sul);
1984 Concurso Miss Mundo Brasil 1984
1985 Concurso Miss Mundo Brasil 1985
1986 Concurso Miss Mundo Brasil 1986
1987 Concurso Miss Mundo Brasil 1987
1988/1989 O Brasil não participou das edições de 1988 e 1989. 
1990 Concurso Miss Mundo Brasil 1990
1991 Concurso Miss Mundo Brasil 1991
1992 Concurso Miss Mundo Brasil 1992
1993 Concurso Miss Mundo Brasil 1993
1994 Concurso Miss Mundo Brasil 1994
1995 Concurso Miss Mundo Brasil 1995
1996 Concurso Miss Mundo Brasil 1996
1997 Concurso Miss Mundo Brasil 1997
1998 1 Universo 2 Mundo 
1999 1 Universo 2 Mundo 3 Internacional
2000 1 Universo 2 Mundo 3 Internacional
2001 Concurso Miss Mundo Brasil 2001
2002 1 Universo 2 Mundo 3 Internacional
2003 1 Universo 2 Mundo 3 Internacional
2004 1 Universo 2 Mundo 3 Internacional
2005 1 Universo 2 Mundo 3 Internacional
2006 em diante Concurso Exclusivo Miss Mundo Brasil 

## Tabela de Classificação
Abaixo a performance das catarinenses no Miss Brasil:
| Posição     | Ano                    |
| ----------- | ---------------------- |
| Miss Brasil | 1986, 2000, 2002, 2007 |
| 2º. Lugar   | 1985, 1991             |
| 3º. Lugar   | 2013                   |
| 4º. Lugar   | 1990, 2011, 2019       |
| 5º. Lugar   | 1994, 1995, 1997       |

. 
- Concurso específico Miss Mundo Brasil e eleitas Miss Mundo Brasil.

## Historia
Até 2005 a representante catarinense participava do concurso Miss Brasil, sendo que a primeira colocada era eleita Miss Brasil Universo, a segunda colocada Miss Brasil Mundo e a terceira colocada Miss Brasil Internacional.
A partir de 2006 a representante brasileira voltaria a ser eleita em concurso específico.
Em 2008 ocorreu o concurso comemorativo de 50 anos de participação do Brasil no Miss Mundo. Dez candidatas foram pré-selecionadas dentre as finalistas e semifinalistas dos concursos de 2006 e 2007. Santa Catarina não participou.
Em 1983 o concurso foi disputado por 10 candidatas, duas de cada região: Pará e Rondônia (Norte), Ceará e Pernambuco (Nordeste), Brasília e Goiás (Centro-Oeste), Rio de Janeiro e São Paulo (Sudeste), Paraná e Rio Grande do Sul (Sul);

## Vencedoras
| Ano  | Representantes | Município                                            |                                                                                     | Colocação no MBM                                                  | R             |
| 2022 | Gabrieli Cunha da Silva | Gaspar                                               |                                                                                     |                                                                   | [ 2 ]         |
| 2021 | Lara Mateus | Itajai                                               |                                                                                     | TOP 15 - Melhor Traje Regional - Top 3 Beleza pelo Bem            | [ 3 ]         |
| 2020 | Isadora Pereira | Garopaba                                             |                                                                                     | Top 10 no "Beleza pelo Bem" Classificação Geral: 25°              | [ 4 ]         |
| 2019 | Elizama Aguilar | Palhoça                                              |                                                                                     | 4° lugar                                                          | [ 5 ]         |
| 2018 | Thylara Brenner | Balneário Camboriú                                   |                                                                                     | Prêmio Especial: Miss Personalidade                               | [ 6 ]         |
| 2017 | Camilla Wolf | Porto União                                          |                                                                                     | TOP 20                                                            | [ 7 ]         |
| 2016 | Nayara Guimarães | Porto Uniao                                          |                                                                                     |                                                                   | [ 8 ]         |
| 2015 | Clóris Junges | Itajai                                               |                                                                                     | TOP 20                                                            | [ 9 ]         |
| 2014 | Elisa Freitas | Florianópolis                                        |                                                                                     | Finalistas (TOP 10) - Participou do Rainha Int'l da Pecuaria 2015 | [ 10 ]        |
| 2013 | Thainara Latenik | Joaçaba                                              |                                                                                     | 3º Lugar Miss Continentes Unidos Brasil 2013                      | [ 11 ]        |
| 2012 | Dionara Lermen | Concórdia                                            |                                                                                     | Semifinalista                                                     | [ 12 ]        |
| 2011 | Mariana Batke | São Joaquim                                          |                                                                                     | 4º Lugar                                                          | [ 13 ]        |
| 2010 | Marina Fagundes | Biguaçu                                              |                                                                                     |                                                                   | [ 14 ]        |
| 2009 | Karine Nunes | São José                                             |                                                                                     | Semifinalista                                                     | [ 15 ]        |
| 2008 | O Estado não enviou candidata ao Miss Brasil 2008 | O Estado não enviou candidata ao Miss Brasil 2008    | O Estado não enviou candidata ao Miss Brasil 2008                                   | O Estado não enviou candidata ao Miss Brasil 2008                 | [ 16 ]        |
| 2007 | Regiane Andrade | São Bento do Sul                                     |                                                                                     | MISS MUNDO BRASIL 2007                                            | [ 17 ]        |
| 2006 | Daniela Martins (Miss Balneário Camboriú) -Semifinalista Larissa Reinert Minatto (Miss Joinville) - Semifinalista Michele Koerich (Miss Florianópolis) Patrícia Borges Camargo (Miss Tangará) Pâmela Cristina Neves Alves (Miss Itapoá) |                                                      | Concurso Miss Mundo Brasil                                                          |                                                                   | [ 18 ]        |
| 2005 | Carina Beduschi | Florianópolis                                        | Concurso Miss Mundo, Universo e Internacional                                       | MISS UNIVERSO BRASIL 2005                                         | [ 19 ]        |
| 2004 | Célia Renata da Silva | Blumenau                                             | Concurso Miss Mundo, Universo e Internacional                                       | Semifinalista (Top 10)                                            | [ 20 ]        |
| 2003 | Virginia Rosso | Criciúma                                             | Concurso Miss Mundo, Universo e Internacional                                       | Semifinalista (Top 10)                                            | [ 21 ]        |
| 2002 | Taíza Thömsen | Joinville                                            | Concurso Miss Mundo, Universo e Internacional                                       | MISS BRASIL 2002                                                  | [ 22 ]        |
| 2001 | Simone Régis | Florianópolis                                        | Concurso Miss Mundo Brasil                                                          | 4º Lugar                                                          | [ 23 ]        |
| 2000 | Francine Eickemberg | Balneário Camboriú                                   | Concurso Miss Mundo, Universo e Internacional                                       | MISS MUNDO BRASIL 2000                                            | [ 24 ]        |
| 1999 | Aline Schmitt Crescencio | Palhoça                                              | Concurso Miss Mundo, Universo e Internacional                                       | Semifinalista (Top 05)                                            | [ 25 ]        |
| 1998 | Soraya Orthmann | Balneário Camboriú                                   | Concurso Miss Mundo e Universo Brasil                                               |                                                                   | [ 26 ]        |
| 1997 | Resiane Mércia Duarte | Concordia                                            | Concurso Miss Mundo Brasil                                                          | 5º lugar                                                          | [ 27 ]        |
| 1996 | Patrícia Stahnke | Itajai                                               | Concurso Miss Mundo Brasil                                                          | Semifinalista (Top 12)                                            | [ 28 ]        |
| 1995 | Michelli Cristina de França | Itajai                                               | Concurso Miss Mundo Brasil                                                          | 5º lugar                                                          | [ 27 ]        |
| 1994 | Fabiana Fontanella | Balneário Camboriú                                   | Concurso Miss Mundo Brasil                                                          | 5º lugar                                                          | [ 29 ]        |
| 1993 | Patrícia Rodrigues Netto | Balneario Camboriu                                   | Concurso Miss Mundo Brasil                                                          | Semifinalista (Top 12)                                            | [ 30 ]        |
| 1992 | Fernanda Aparecida Leite Medeiros | Itajai                                               | Concurso Miss Mundo Brasil                                                          | Semifinalista (Top 12) – Miss Simpatia.                           | [ 31 ] [ 32 ] |
| 1991 | Luciana Melin Gomes | Itajai                                               | Concurso Miss Mundo Brasil                                                          | 2º Lugar                                                          | [ 33 ]        |
| 1990 | Anelise Helena Leite Leal | Lages                                                | Concurso Miss Mundo Brasil                                                          | 4º lugar                                                          | [ 34 ]        |
| 1989 | O Brasil não enviou representante ao Miss Mundo 1989 | O Brasil não enviou representante ao Miss Mundo 1989 | O Brasil não enviou representante ao Miss Mundo 1989                                | O Brasil não enviou representante ao Miss Mundo 1989              | [ 35 ]        |
| 1988 | O Brasil não enviou representante ao Miss Mundo 1988 | O Brasil não enviou representante ao Miss Mundo 1988 | O Brasil não enviou representante ao Miss Mundo 1988                                | O Brasil não enviou representante ao Miss Mundo 1988              | [ 36 ]        |
| 1987 | Viviane Breisemëister | Barra Velha                                          | Concurso Miss Mundo Brasil                                                          | Semifinalista (Top 10)                                            | [ 37 ]        |
| 1986 | Roberta Pereira da Silva | Itajaí                                               | Concurso Miss Mundo Brasil                                                          | MISS MUNDO BRASIL 1986                                            | [ 38 ]        |
| 1985 | Margareth Terezinha Engels | Joinville                                            | Concurso Miss Mundo Brasil                                                          | 2º Lugar                                                          | [ 39 ]        |
| 1984 | Denise Oesse |                                                      | Concurso Miss Mundo Brasil                                                          | Semifinalista (Top 06) (Rainha das Passarelas 1984)               | [ 40 ]        |
| 1983 | O Estado não enviou candidata ao Miss Brasil 1983 | O Estado não enviou candidata ao Miss Brasil 1983    | O Estado não enviou candidata ao Miss Brasil 1983                                   | O Estado não enviou candidata ao Miss Brasil 1983                 | [ 41 ]        |
| 1982 | Carina Palatinik | Florianópolis                                        | Concurso Mulher Brasileira em Primeiro Lugar, Miss Mundo e Internacional            | Semifinalista (Top 06)                                            | [ 31 ]        |
| 1981 | Falta identificar |                                                      | Miss Brasil Mundo eleita no GAROTA ILHA PORCHAT Cerca de 60 candidatas participaram |                                                                   | [ 31 ]        |
| 1980 | Tânia Regina Gall | Balneário Camboriú                                   | Concurso Miss Brasil Mundo, Universo e Internacional                                |                                                                   | [ 42 ]        |
| 1979 | Solange Maria Scortegagna | Lages                                                | Concurso Miss Brasil Mundo, Universo e Internacional                                | Semifinalista (Top 12)                                            | [ 43 ]        |
| 1978 | Rosana Maria Dias de Castro | Chapecó                                              | Concurso Miss Brasil Mundo, Universo e Internacional                                | Semifinalista (Top 10)                                            | [ 44 ]        |
| 1977 | Irmgard Siedschlag | Joinville                                            | Concurso Miss Brasil Mundo, Universo e Internacional                                | Semifinalista (Top 08)                                            | [ 45 ]        |
| 1976 | Édina Siemsen | Brusque                                              | Concurso Miss Brasil Mundo, Universo e Internacional                                | Semifinalista (Top 08)                                            | [ 46 ]        |
| 1975 | Ingrid Budag | Blumenau                                             | Concurso Miss Brasil Mundo, Universo e Internacional                                | MISS UNIVERSO BRASIL 1975                                         | [ 47 ]        |
| 1974 | Arlene Goretti Kretzer | São José                                             | Concurso Miss Brasil Mundo, Universo e Internacional                                |                                                                   | [ 48 ]        |
| 1973 | Maria Hermínia Aléssio | Criciúma                                             | Concurso Miss Brasil Mundo, Universo e Internacional                                | Semifinalista (Top 08)                                            | [ 49 ]        |
| 1972 | Marlene do Carmo Machado | Itajaí                                               | Concurso Miss Brasil Mundo, Universo e Internacional                                | Semifinalista (Top 08)                                            | [ 50 ]        |
| 1971 | Marilena Vieira | Criciúma                                             | Concurso Miss Brasil Mundo, Universo e Internacional                                |                                                                   | [ 51 ]        |
| 1970 | Maria Suely Schlupp | Itajaí                                               | Concurso Miss Brasil Mundo, Universo e Internacional                                |                                                                   | [ 52 ]        |
| 1969 | Vera Fischer | Blumenau                                             | Concurso Miss Brasil Mundo, Universo e Internacional                                | MISS UNVERSO BRASIL 1969                                          | [ 53 ]        |
| 1968 | Ivelise Brietzig | Joinville                                            | Concurso Miss Brasil Mundo, Universo e Internacional                                | Semifinalista (Top 08)                                            | [ 54 ]        |
| 1967 | Ujara Gudrum Jatahy | Blumenau                                             | Concurso Miss Brasil Mundo e Universo                                               | Semifinalista (Top 08)                                            | [ 55 ]        |
| 1966 | Glaucia Mercy Zimermann | Itajaí                                               | Concurso Miss Brasil Mundo, Universo e Internacional                                | Semifinalista (Top 08)                                            | [ 56 ]        |
| 1965 | Sônia Maria de Souza Pinho | Rio do Sul                                           | Concurso Miss Brasil Mundo, Universo e Internacional                                |                                                                   | [ 57 ]        |
| 1964 | Salete Maria Chiaradia | Lages                                                | Concurso Miss Brasil Mundo, Universo e Internacional                                |                                                                   | [ 58 ]        |
| 1963 | Olga Müssi | Itajaí                                               | Concurso Miss Brasil Mundo, Universo e Internacional                                |                                                                   | [ 59 ]        |
| 1962 | Márcia Reis | Itajaí                                               | Concurso Miss Brasil Mundo, Universo e Internacional                                |                                                                   | [ 60 ]        |
| 1961 | Neuza Carmem Formighieri | Itajaí                                               | Concurso Miss Brasil Mundo, Universo e Internacional                                |                                                                   | [ 61 ]        |
| 1960 | Eliseana Yoshmann Havenrroth | Florianópolis                                        | Concurso Miss Brasil Mundo, Universo e Internacional                                |                                                                   | [ 62 ]        |
| 1959 | Ivone Baumgarten | Blumenau                                             | Concurso Miss Brasil Mundo, Universo                                                |                                                                   | [ 63 ]        |
| 1958 | Carmen Ehrhärdt | Itajaí                                               | Concurso Miss Brasil Mundo, Universo                                                | 4º Lugar                                                          | [ 64 ]        |

## Representantes Regionais
A partir de 2009 passou a ter representantes de ilhas e regiões sociais-geográficas.
| Ano  | Representantes             | Região                             | Colocação no MBM                                                         | R      |
| 2021 | Mayara Chrystina Heydt     | Costa Verde & Mar - SC             | Top 25 - Miss popularidade Classificação Geral: 35°                      | [ 65 ] |
| 2019 | Larissa Nehring            | Caminhos do Alto Vale - SC         |                                                                          | [ 66 ] |
| 2019 | Roberta Mocelin            | Caminho dos Canyons - SC           |                                                                          | [ 67 ] |
| 2019 | Fernanda Souza             | Caminho dos Príncipes - SC         | Miss Elegância - 2ª Colocada - Eleita Miss Brasil Supranacional 2019     | [ 68 ] |
| 2019 | Paula Schirmer             | Vale Europeu - SC                  |                                                                          | [ 69 ] |
| 2018 | Gabrielli Frozza           | Costa Verde & Mar - SC             | Semifinalista TOP 21                                                     | [ 70 ] |
| 2018 | Helena Maier               | Grande Florianópolis - SC          | Semifinalista TOP 21                                                     | [ 71 ] |
| 2017 | Cristiane Busnardo         | Vale Europeu - SC                  |                                                                          | [ 72 ] |
| 2017 | Carolina Schuler           | Jurerê Internacional - SC          | Miss Simpatia - Top 20                                                   | [ 73 ] |
| 2016 | Sara Ramos                 | Costa Verde & Mar - SC             |                                                                          | [ 74 ] |
| 2016 | Francielly Soares Ouriques | Encantos do Sul - SC               | 5ª Colocada (Terceira Princesa)                                          | [ 74 ] |
| 2016 | Nicoli Ideker Lindner      | Vale Europeu - SC                  |                                                                          | [ 74 ] |
| 2016 | Flaviane Elias             | Grande Florianópolis - SC          |                                                                          | [ 74 ] |
| 2016 | Letícia Lidiane Angelino   | Vale do Itajaí - SC                |                                                                          | [ 74 ] |
| 2016 | Nayara Silveira            | Jurerê Internacional - SC          |                                                                          | [ 74 ] |
| 2016 | Kimberly Maciel            | Grande Oeste Catarinense           |                                                                          | [ 74 ] |
| 2015 | Francine Teixeira          | Ilhas de Porto Belo - SC           |                                                                          | [ 75 ] |
| 2015 | Aline Gentilini            | Ilhas de Florianópolis - SC        |                                                                          | [ 75 ] |
| 2015 | Amanda Felski              | Ilhas de São Francisco do Sul - SC | Não Participou                                                           | [ 75 ] |
| 2015 | Juliana Policastro         | Jurerê Internacional - SC          |                                                                          | [ 75 ] |
| 2015 | Ellen Teodoro              | Grande Florianópolis - SC          |                                                                          | [ 75 ] |
| 2014 | Priscielle Carraro         | Ilhas de Porto Belo - SC           | Miss Talento - Semifinalistas (top 21)                                   | [ 76 ] |
| 2014 | Gabriela Gerber            | Ilhas de Florianópolis - SC        |                                                                          | [ 76 ] |
| 2014 | Emanuele Pamplona          | Ilhas de São Francisco do Sul - SC |                                                                          | [ 76 ] |
| 2013 | Sara Ramos                 | Ilhas de Florianópolis - SC        | Semifinalistas (top 16)                                                  | [ 77 ] |
| 2011 | Sophia Scarlett            | Ilhas de Florianópolis - SC        |                                                                          | [ 78 ] |
| 2011 | Dionara Lerman             | Ilhas de Porto Belo - SC           |                                                                          | [ 79 ] |
| 2010 | Andressa Andreon           | Ilhas de Porto Belo - SC           |                                                                          | [ 80 ] |
| 2009 | Anelise Lalau              | Ilha do Campeche - SC              | Semifinalistas - 4º lugar no Miss Civilizações do Mundo 2010, na Turquia | [ 81 ] |
| 2009 | Elisa Hoeppers             | Ilha de Santa Catarina             | Mais Belo Vestido                                                        | [ 82 ] |